# ستيف كوتيريل
ستيف كوتيريل (بالإنجليزية: Steve Cotterill)‏ (20 يوليو 1964 بشلتنهام في المملكة المتحدة - ) هو مدرب كرة قدم ولاعب كرة قدم بريطاني في مركز الهجوم. لعب مع برايتون أند هوف ألبيون ونادي بورنموث ونادي هيرفورد ونادي ويمبلدون ونادي بيرتن ألبيون ونادي تشيلتنهام تاون لكرة القدم.

## وصلات خارجية
- ستيف كوتيريل على موقع قاعدة بيانات كرة القدم.إي يو (الإنجليزية)
- ستيف كوتيريل على موقع Soccerbase.com (لاعب) (الإنجليزية)
- ستيف كوتيريل على موقع Soccerbase.com (مدرب) (الإنجليزية)
- ستيف كوتيريل على موقع عالم كرة القدم.نت (الإنجليزية)